# Ло Чичёнь
Ло Чичёнь (иер. трад. 羅梓駿; род. 2 марта 1997, Британский Гонконг) гонконгский профессиональный футболист, в настоящее время выступающий за клуб «Китчи» из Премьер лиги Гонконга и национальную сборную Гонконга.

## Клубная карьера
Ло пришел в академию «Китчи» в мае 2008 года и тренировался в ней до июля 2015 года, когда с ним был подписан профессиональный контракт. Он дебютировал за основную команду 28 октября 2015 года в кубковом матче против клуба «Юн Лонг».
В июле 2017 года, Ло перешел в клуб «Дримс» на правах аренды в поисках игровой практики. В декабре он был в предварительном списке из 40 человек для вызова в сборную Гонконга на Кубок Гуандун-Гонконг 2018, но не попал в окончательный состав.

## Статистика выступлений
| Клуб             | Сезон            | Дивизион         | Лига | Лига  | Кубок | Кубок | Континентальные | Континентальные | Итого | Итого |
| Клуб             | Сезон            | Дивизион         | Игр  | Голов | Игр   | Голов | Игр             | Голов           | Игр   | Голов |
| ---------------- | ---------------- | ---------------- | ---- | ----- | ----- | ----- | --------------- | --------------- | ----- | ----- |
| Китчи            | 2015/16          | Премьер лига     | 2    | 0     | 1     | 0     | 0               | 0               | 3     | 0     |
| Китчи            | 2016/17          | Премьер лига     | 0    | 0     | 2     | 0     | 5               | 0               | 7     | 0     |
| Китчи            | 2018/19          | Премьер лига     | 1    | 0     | 1     | 0     | 1               | 0               | 3     | 0     |
| Китчи            | Итого            | Итого            | 3    | 0     | 4     | 0     | 6               | 0               | 13    | 0     |
| Дримс            | 2017/18          | Премьер лига     | 15   | 0     | 1     | 0     | -               | -               | 16    | 0     |
| Дримс            | Итого            | Итого            | 15   | 0     | 1     | 0     | 0               | 0               | 16    | 0     |
| Итого за карьеру | Итого за карьеру | Итого за карьеру | 18   | 0     | 5     | 0     | 6               | 0               | 29    | 0     |

## Достижения
Китчи
- Премьер лига Гонконга: 2016/17, 2019/20, 2020/21, 2022/23
- Кубок Гонконга: 2016/17, 2018/19, 2022/23
- Кубок вызова Гонконга: 2016/17, 2018/19, 2022/23, 2023/24
- Кубок лиги: 2015/16